# Fernschach
Fernschach niemieckie czasopismo szachowe. Jest wydawane Hamburgu od 1928 roku. Jest suplementem pisma Kagans Neueste Schachnachrichten. Po II wojnie światowej stało się oficjalnym organem Federacji Szachowej RFN korespondencyjnej gry w szachy.